# Editorial Empúries
L'Editorial Empúries és una editorial fundada el 1983 a Barcelona per l'«editor compromès, activista cultural i militant del PSUC», Xavier Folch i Recasens, l'empresari Miquel Horta, l'editor Enric Folch i el cineasta Pere Portabella.
Va néixer amb l'objectiu de contribuir a la normalització de la llengua i cultura catalanes. Va entrar a formar part del Grup 62 el 1996, aportant d'aquesta manera un catàleg que combina grans autors catalans i traduccions, tant en el camp de la narrativa com en el de la poesia i l'assaig. El seu editor actual és Josep Lluch.

## Col·leccions i línies
Les dues col·leccions de ficció, Narrativa i Anagrama-Empúries, mostren el treball de l'editorial en el camp de la narrativa, tant catalana com estrangera, des dels inicis de l'editorial i durant els més de vint anys de la història de l'editorial, publica obres d'autors nacionals com Biel Mesquida, Josep Maria Fonalleras, Eduard Márquez, Gemma Lienas, Joan Daniel Bezsonoff, Lolita Bosch o Xavier Moret, i autors internacionals com Michel Houellebecq, Haruki Murakami, Ian McEwan, Arundhati Roy, Amélie Nothomb, Dino Buzzati, Sándor Márai, Niccolò Ammaniti, Daniel Pennac, J. K. Rowling o Dan Brown, entre d'altres.
A banda d'aquestes dues col·leccions, Empúries publica obres de la poesia catalana contemporània, en les col·leccions Migjorn, El Ventall i Poesia i els llibres d'autors com Joan Vinyoli, Gabriel Ferrater o Enric Casasses.
L'assaig divulgatiu també ha estat tractat per part de l'editorial, a través dels 180 títols de la col·lecció Biblioteca Universal Empúries que inclou obres de pensament, lingüística i cultura en general amb un sentit crític i autors com Jesús Tuson i Daniel Cassany, en l'àmbit nacional, i Noam Chomsky i Joseph Stiglitz en l'àmbit internacional.
La narrativa juvenil, també central en la construcció del catàleg editorial, engloba sota la col·lecció Odissea autors catalans i estrangers com Roald Dahl, Pau Joan Hernández, Jostein Gaarder, Gianni Rodari, David Cirici, Andreu Sotorra i S.E. Hinton.

## Grup 62, LaButxaca
Al juny del 2007, pocs mesos després de la constitució de l'actual Grup 62, amb l'entrada de l'Editorial Planeta i Enciclopèdia Catalana en l'accionariat, es llançava al mercat labutxaca, un nou segell editorial de llibres de butxaca que constituïa el primer projecte transversal del Grup.
Amb un fons editorial de més de 6.000 títols vius provinents de les editorials en català del Grup: Proa, Edicions 62, Editorial Empúries, Planeta, Columna, Destino, Mina i Pòrtic, labutxaca naixia amb l'objectiu de posar a l'abast del lector els títols imprescindibles de la literatura clàssica i contemporània, catalana i universal, a un preu assequible i en acurades edicions, tant pel que fa al contingut (textos, pròlegs, traduccions, etc.) com al disseny.
Dos anys després (entre el 2007 i el 2009) tenen prop de 150 títols publicats amb aquest segell.
En aquest temps, s'han recuperat llibres de referència que portaven temps exhaurits, s'han popularitzat edicions de llibres cabdals per a la història de Catalunya fins ara només disponibles en edicions de luxe, s'han confeccionat reculls de poemes i de contes dels principals autors catalans de tots dos gèneres.
Com és habitual en els grans projectes editorials contemporanis de llibre de butxaca d'arreu del món, el segell del Grup 62 no parteix de zero, sinó que troba les seves arrels en una llarga trajectòria de temptatives, potser menys ambicioses però essencials com a antecedents de l'estratègia de butxaca actual (any 2009) del grup.

## El Cangur i BU, edicions de butxaca
El 1974, naixia la pionera col·lecció El Cangur (Edicions 62), primera col·lecció de butxaca universal i moderna feta íntegrament en català, que va mantenir un ritme regular de publicació d'uns set o vuit títols l'any durant dues dècades. El 1995, amb més de 160 títols al catàleg, El Cangur va fer un gir transcendental, que havia de marcar profundament el futur del segell: va incorporar tres noves sèries, una de diccionaris, una d'atles i una tercera anomenada Cangur Plus que adequava els llibres al món de l'ensenyament afegint introduccions i materials didàctics als textos literaris. D'aquesta manera atorgava a la col·lecció, en conjunt, un caràcter paraescolar.
L'especialització d'El Cangur va portar, el 1998, a la creació d'una nova col·lecció de butxaca centrada específicament en la ficció literària, en la qual van trobar acollida, juntament amb els títols del fons d'Edicions 62, alguns títols destacats dels fons d'Editorial Empúries i de la històrica Selecta. Però el mateix any 1998, amb la creació formal del Grup 62, inicialment compost per Edicions 62, Editorial Empúries i Ediciones Península, la proposta de butxaca es reformula en una nova col·lecció, BX, que en els seus tres anys d'existència (1998-2000) va arribar a tenir 55 títols.
L'any 2001, amb 291 títols al seu catàleg, es tanca definitivament la col·lecció El Cangur, i a partir d'aquesta data els títols reeditats passen majoritàriament a una nova col·lecció de butxaca, BU, en la qual es van arribar a publicar més de 220 títols en sis anys.

## Nou Grup 62
A primers de 2007, es constitueix definitivament el nou Grup 62, amb la integració de segells amb llarga tradició en l'edició en català com Proa, Destino o Columna, permetent un enriquiment notable del fons editorial. Aquest creixement del fons, unit als canvis que s'han produït arreu del món en el sector de les edicions de butxaca, serà el punt de partida de la futura estratègia del Grup 62 en el terreny de la butxaca.
Així, pocs mesos després, es defineix un espai propi, Educaula, per a les edicions escolars i paraescolars de les col·leccions Educació 62 i Les Eines de Proa, i es presenta al mercat el nou segell labutxaca, amb l'objectiu d'intentar ser una gran plataforma editorial del país de llibre de butxaca en català, no només al servei de totes les editorials del Grup, sinó també oberta als editors externs que, com a propietaris de productes editorials de qualitat, desitgin integrar-se en el projecte.
En juliol del 2009, a més dels dos coeditors ja veterans de la casa, Anagrama i Salamandra, han escollit labutxaca per a la difusió dels seus productes en edicions assequibles els següents editors: Ara Llibres, Meteora, Alpha, Pagès editors, Quaderns Crema o Brome.